# ژان لویی کومولی
ژان لویی کومولی (به فرانسوی: Jean-Louis Comolli)؛ زادهٔ ۳۰ ژوئیهٔ ۱۹۴۱ – ۱۹ مهٔ ۲۰۲۲) نویسنده، ویراستار و کارگردان سینما اهل فرانسه بود. او از سال ۱۹۶۶ تا ۱۹۷۸ سردبیر مجله کایه دو سینما بود. در همین دوران بود که او تاثیر گذارترین مقالات خود را یعنی «ماشینهای پیدا» در سال ۱۹۷۱ و «تکنیک و ایدئولوژی: دوربین، چشم انداز، عمق میدان» در سال ۱۹۷۱-۲ را نگاشته بود. هر دوی این مقالات در خلال نگارششان جهت آموزش به انگلیسی نیز ترجمه شدند.
بعد از این، کومولی فعالیتش را در زمینه کارگردانی ادامه داد و شماری کار در موضوعات نظریه فیلم، مستند و جاز منتشر کرد. او در حال حاضر مشغول تدریس نشریه فیلم در دانشگاه‌های پاریس، بارسلونا، استراسبورگ و ژنو بود.